# La Société de l'esprit
La Société de l'esprit est à la fois le titre d'un livre édité en 1986, et le nom d'une théorie de la nature de l'intelligence développé par Marvin Minsky.

## Un modèle de l'intelligence humaine
Dans son livre Minsky construit un modèle de l'intelligence humaine, étape par étape, à partir des interactions d'éléments simples, appelés agents, qui sont en soi dépourvus d'intelligence mais dont les interactions font émerger un esprit complexe. Il décrit ces interactions comme constituant une "société de l'esprit", d'où le titre du livre.

## Le livre
Le travail, qui est d'abord apparu en 1986, constitue la première description complète par Minsky de sa théorie de la « société de l'esprit », qu'il a commencé à développer au début des années 1970. Ce livre est composé de 270 essais qui peuvent être lus indépendamment les uns des autres et qui sont organisés en 30 chapitres. Le livre a également fait l'objet d'une version sur CD-ROM.
Au cours de l'exposition de la société de l'esprit, Minsky introduit un large éventail d'idées et de concepts. Il développe des théories sur les processus tels que la langue, la mémoire et l'apprentissage du travail, et couvre également des concepts tels que la conscience, le sens de l'autonomie et le libre arbitre ; à cause de cela, beaucoup d'intellectuels considèrent La Société de l'esprit comme une œuvre de philosophie.
Le livre n'a pas été écrit spécifiquement au sujet de l'IA ou des sciences cognitives, et ne fait pas non plus de référence aux structures cérébrales biologiques. Au lieu de cela, c'est une collection d'idées sur la façon dont l'esprit et la pensée peuvent être conceptualisés.

## La théorie
Minsky a commencé à développer sa théorie avec Seymour Papert au début des années 1970. Minsky a par la suite déclaré que la plus grande source d'inspiration était son travail de l'époque, qui consistait à essayer de créer une machine utilisant un bras robotique, une caméra vidéo et un ordinateur pour faire des assemblages finis au moyen de blocs de construction de jeux d'enfants.

## La nature de l'esprit
Un principe fondamental de la philosophie de Minsky est que « La fonction principale d'un cerveau est de produire un esprit ». La  théorie de la société de l'esprit considère l'esprit humain comme une vaste société de processus isolés et simples qui sont appelés des agents. Ces processus sont les briques fondamentales à partir desquelles l'esprit est construit et, ensemble, ces éléments premiers produisent les nombreuses capacités que nous considérons comme constituant la nature fondamentale et unique de l'esprit. La grande puissance dans la vision d'un esprit en tant que société d'agents, par opposition à celle d'un principe fondamental ou d'un système formel simple, est que les différents agents peuvent être basés sur différents types de processus ayant des fins différentes, différents moyens de représenter les connaissances et différentes méthodes de production de résultats. Cette idée est peut-être mieux résumée par la citation suivante tirée du livre :
« Quel est l'artifice magique qui nous rend pensant ? Le point déterminant c'est qu'il n'y a pas d'artifice. Le pouvoir de l'intelligence provient de notre vaste diversité, et non d'un principe fondateur unique et parfait. » Marvin Minsky, The Society of Mind, p. 308

## Modèles similaires
Des modèles similaires (qui affirment également que l'esprit émerge à partir de l'action de nombreux petits agents spécialisés, c'est-à-dire que le cerveau est constitué d'une constellation d'agents indépendants ou semi-indépendants) ont également été décrits par:
- Thomas R. Blakeslee[4],
- Michael S. Gazzaniga[5],[6],
- Robert_E._Ornstein (en) [7],[8],
- Ernest Hilgard[9],[10],
- Michio Kaku[11],
- Neurocluster Brain Model[12],
- Julian Jaynes[13],
- Roger Sperry[14].